# Нікола Фурнаджієв
Нікола Фурнаджієв (27 травня 1903, Татар-Пазарджик, Болгарія — 26 січня 1968, Софія, Болгарія) — болгарський поет-модерніст, перекладач, редактор. Науковець Інституту вивчення Таврії, досліджував болгарські громади України. Співпрацював з окупаційними органами російської влади в Болгарії (з 1944). 

## Біографія
Фурнаджієв закінчив гімназію, кілька років вивчав медицину.  

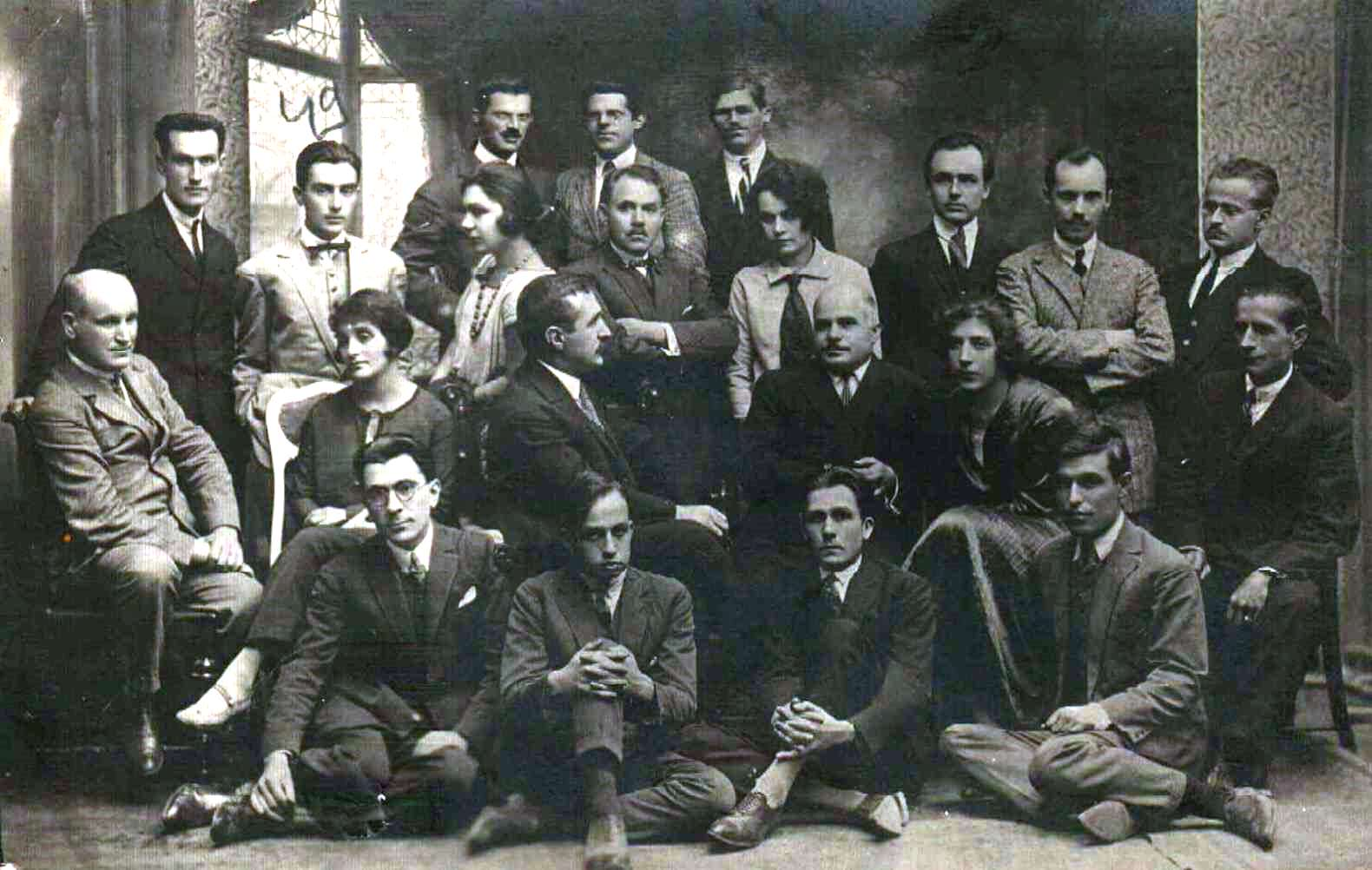
Співробітники видання "Златарог" (1925-1927). Фурнаджієв — другий зліва направо у першому ряду. Джерело: ДА "Архіви"

Після закінчення 1930  педагогічного та філософського факультетів Софійського університету, вчителював, працював чиновником Міністерства освіти. 1933 переїхав до Стамбула, де викладав у болгарському училищі. Тоді ж видав збірку дитячих оповідань «Златни клонки». Жив у Стамбулі до 1938 року.  Повернувшись до Болгарії, став учителем у Пазарджиці. 
Був головним редактором найбільшого видавництва «Болгарський письменник» і журналу «Вересень». 
1943 Фурнаджієв познайомився з лідером таврійських болгарів Мішо Хаджийським.  Фурнаджіев погодився працювати в заснованому Хаджийським Інституті вивчення Таврії.  Можливо, він розглядав ІВТ як своєрідний політичний притулок. 
Після державного перевороту 9 вересня 1944 року шляхи Фурнаджієва і Хаджийського розійшлися. Останній незабаром був заарештований, підданий тортурам і наклав на себе руки.   
Надалі, бував в Україні (у т. ч і у таврійських болгарів), присвятив їй вірші. 
Почесний громадянин Пазарджика. 

## Творчість
Фурнаджієв дебютував зі своїми віршами в одній з гумористичних газет у 1918 році. 
Був одним з основних авторів журналу «Новий шлях». Вірші, які друкувалися в цьому журналі, в 1925 році були видані у збірці «Весняний вітер», що вважається найкращою у творчості Фурнаджієва. 
У його збірках «Весняний вітер» (1925), «Веселка» (1928), «Вірші» (1938). 
У збірках «Світло над Болгарією» (1954), «Твоїми стежками я йшов» (1958), «Сонце над горами» (1961) і «Найважче» (1964) оспівував духовний світ сучасника. 
Автор трьох дитячих збірок віршів.  Вважається одним з найкращих болгарських перекладачів.  Його твори перекладені багатьма європейськими мовами. 

### Посмертні видання
- Съчинения в 4 тома (1970 – 1973)
- Съчинения в 2 тома (1983)

## Пам'ять

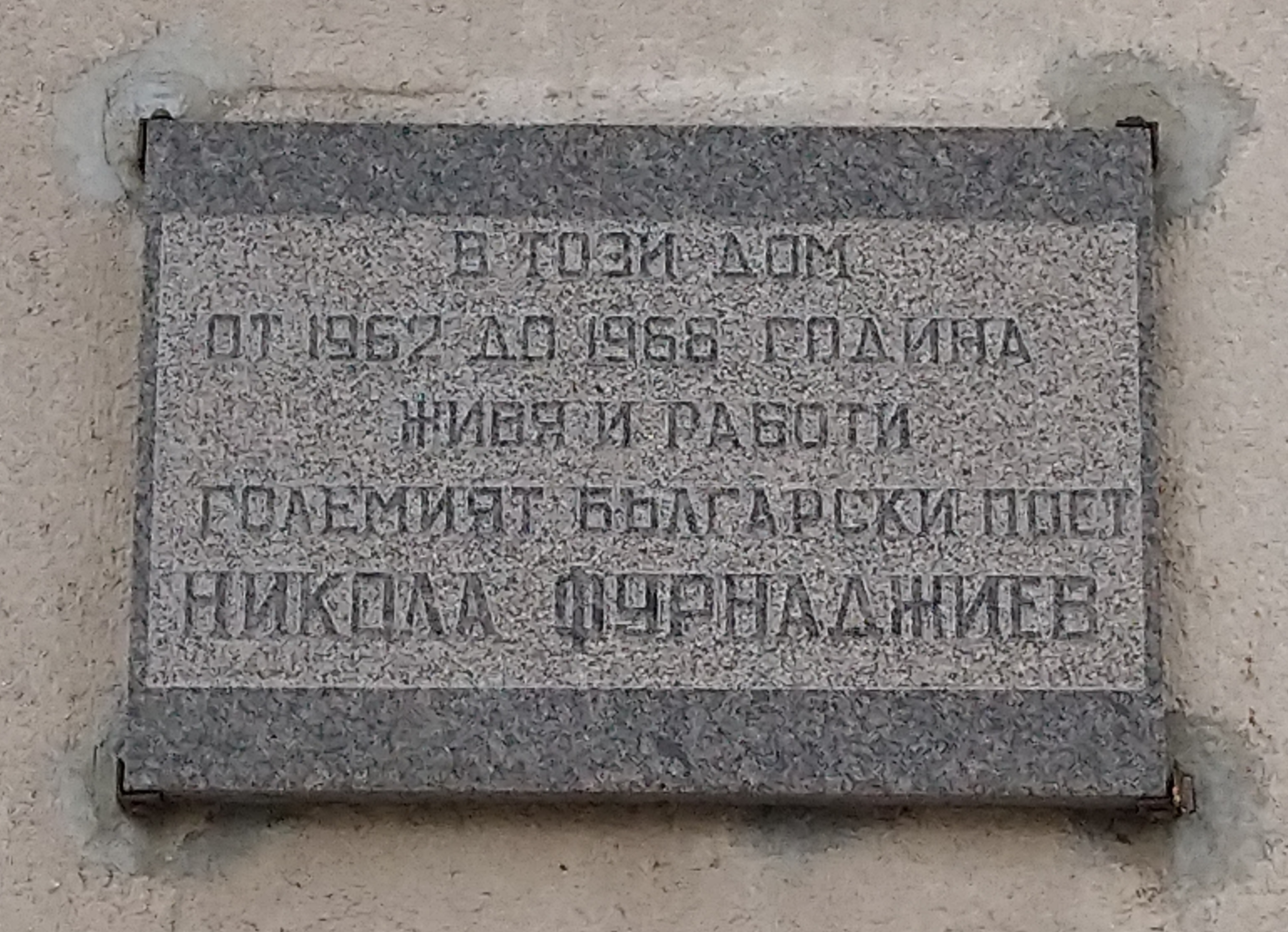
Меморіальна дошка Ніколи Фурнаджієва, площа „Папа Іван Павло II“ № 3, Софія

Помер у Софії  26 січня 1968 р. На площі "Папа Іван Павло II" в пам'ять про Ніколу Фурнаджієва встановлена меморіальна дошка. 